# Р-330

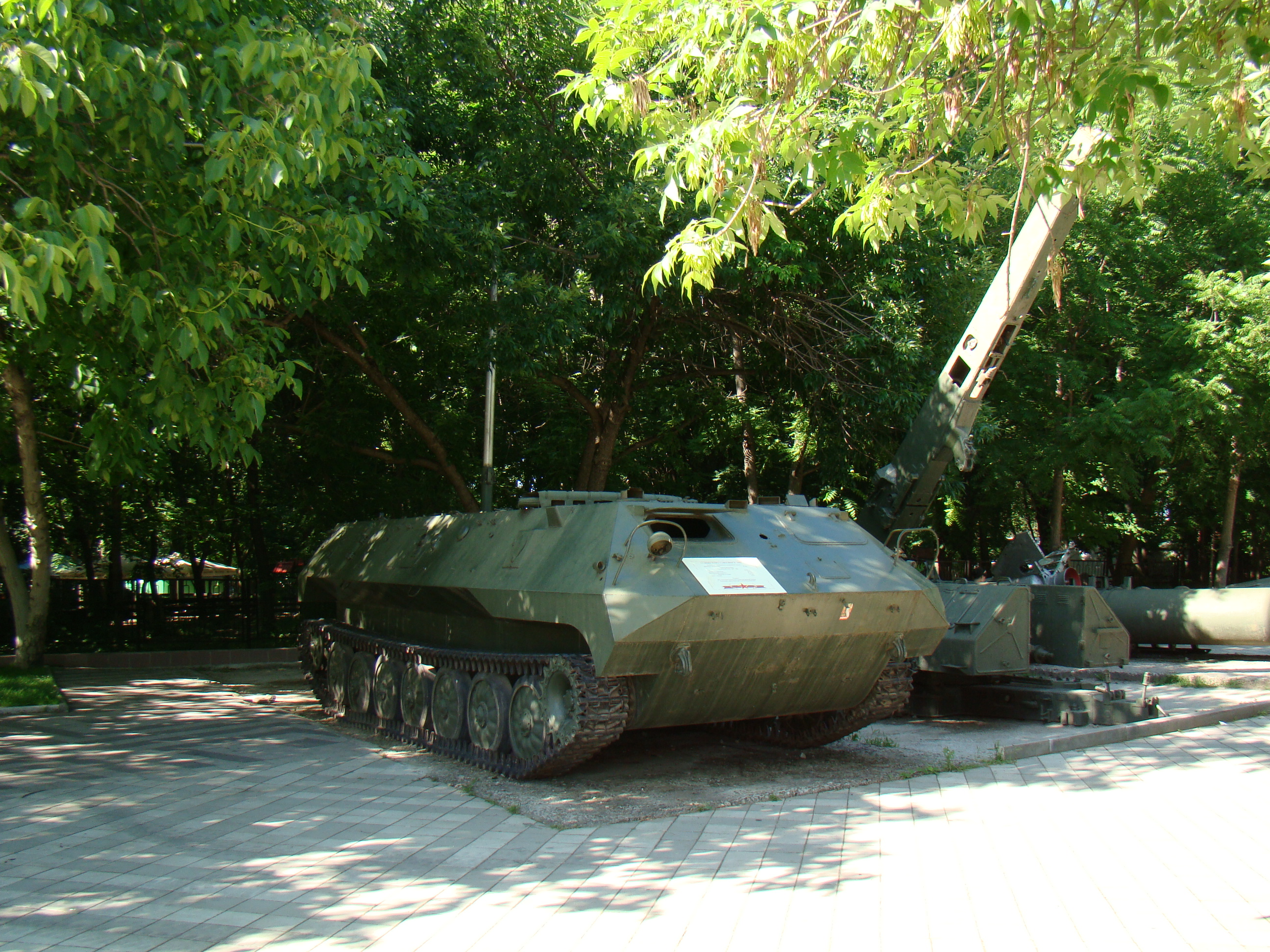
Р-330П на стоянці в музеї.

Р-330 «Мандат» — радянський автоматизований комплекс радіоелектронного придушення (РЕП). Створено в «Науково-дослідному інституті комплексної автоматизації» (НДІКА)
Призначений для розвідки і придушення ліній радіозв'язку противника в тактичній та оперативно-тактичних ланках управління в діапазоні від 1,5 до 100 МГц. Комплекс складається з пунктів управління Р-330К та автоматизованих станцій радіоперешкод Р-325У, Р-378А (Б), Р-330Б. Управління станціями перешкод може здійснюватись в автоматизованому і ручному режимах.
Р-330 «Мандат» перебуває на озброєнні підрозділів і частин РЕБ Сухопутних військ Росії, України і Білорусі.

## Описання конструкції
Комплекс виконує такі основні функції:
- збір розвідувальної інформації про джерела радіовипромінювань в смузі до 60 км по фронту і до 60 км в глибину;
- обробку отриманої інформації для прийняття рішення про приналежність ІРІ до об'єктів, що підлягають придушенню радіоперешкодами;
- автоматичний розподіл частот для засобів радіозаглушення з урахуванням результатів контролю пригнічуваних радіоліній;
- технічний аналіз радіовипромінювань в інтересах створення радіоперешкод.

До складу комплексу може входити кілька пунктів управління (ПУ) Р-330К, які можуть використовуватися як:
- ПУ-СК (пункт управління — засобами комплексу);
- ПУ-Т (пункт управління — тактичний);
- ПУ-Т-ВГ (пункт управління — тактичний — виділена група).

## Принципи роботи
Бойова робота пункту управління у складі комплексу РЕП «Мандат» здійснюється в три послідовні етапи: підготовка до бойової роботи, розвідка (виявлення і аналіз РЕО), придушення (створення перешкод). Перехід від етапу підготовки до етапу розвідки здійснюється за командою командира або оператора. Перехід від етапу розвідки до етапу придушення здійснюється за командою командира (оператора) або автоматично при настанні часу початку придушення, введеного в обчислювальний комплекс оператором на етапі підготовки.
Автоматизовані станції перешкод, що входять до складу комплексу, можуть бути використані в таких режимах:
1. Пошуку і виявлення.
2. Виконавчого пеленгування.
3. Аналіз.
4. Придушення.
5. Виявлення та аналізу.

## Тактико-технічні характеристики

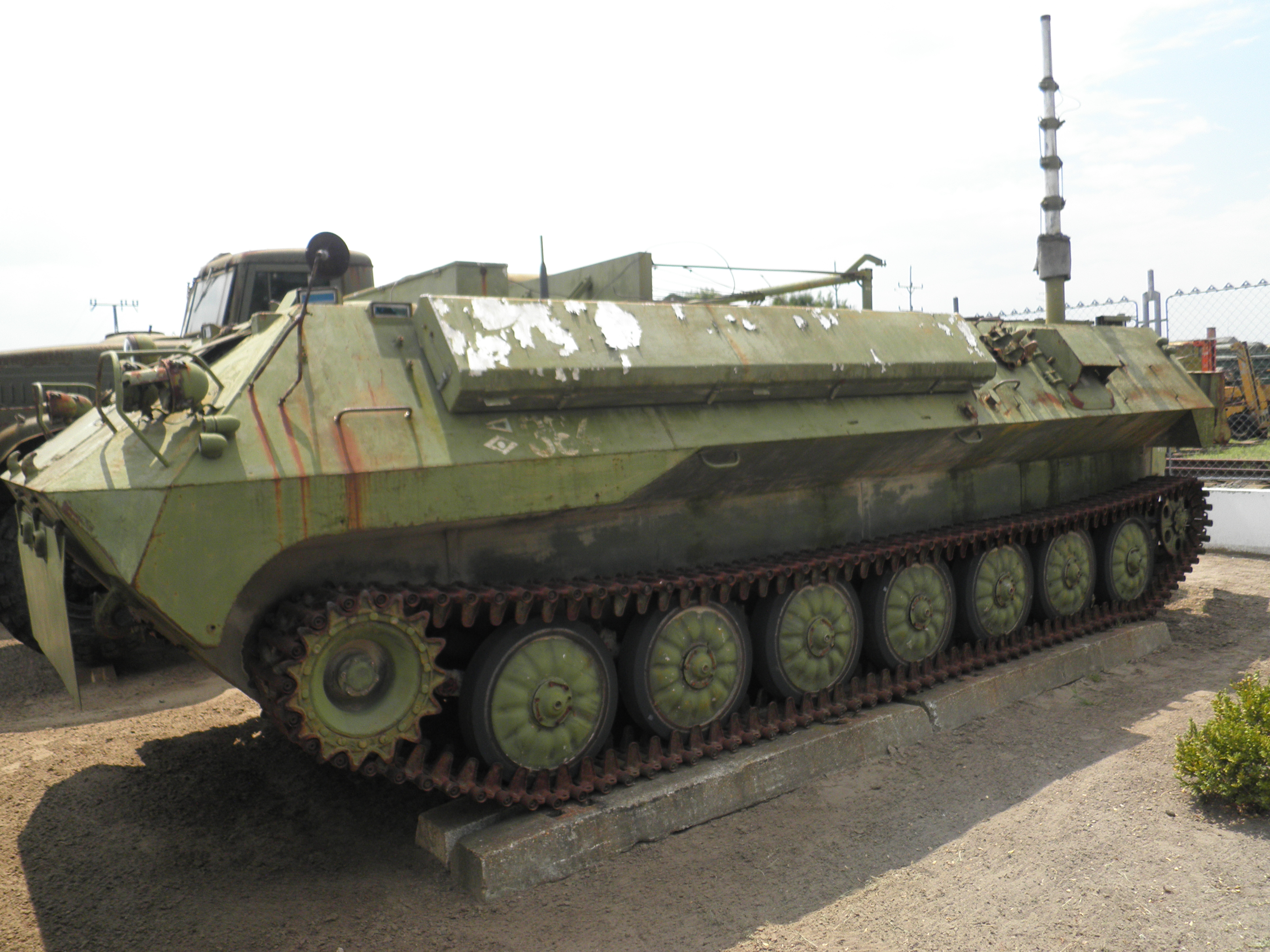
Р-330П в угорському музеї

Електроживлення ПУ може здійснюватися як від пересувної електростанції, так і від зовнішньої мережі напругою 380 В частотою 50 Гц. Крім того, передбачено аварійне електроживлення — дві послідовно з'єднані акумуляторні батареї 6СТ-60 в машині управління, а також резервне — дві послідовно з'єднані АКБ 6СТ-190 в кожній машині для системи життєзабезпечення кузова.
Апаратура комплексу розміщена в кузовах-фургонах і може працювати в інтервалі температур навколишнього повітря від −10 градусів до + 50 градусів.
Швидкодія обчислювального комплексу — 750 000 операцій в секунду. Ємність пам'яті обчислювального комплексу: резидентної (внутрішньої) — 28 кілобайт; зовнішньої — 208 кілобайт.
- Діяльність дистанційного керування станціями перешкод при роботі радіорелейних станцій Р-415В:
  - на штирову антену: до 12 км;
  - при роботі на спрямовану антену: до 30 км.
- Габарити:
  - машини управління та апаратної машини зв'язку — 8000х2700х3600 мм;
- Вага:
  - машини управління — 10700 кг;
  - апаратної машини зв'язку — 8750 кг;
  - електростанції — 1750 кг.
- екіпаж ПУ — 7 чол.
- Час розгортання: 40—60 хв.
- Час згортання: 35—55 хв.

## Модифікації

### «Борисоглебск-2» (Росія)

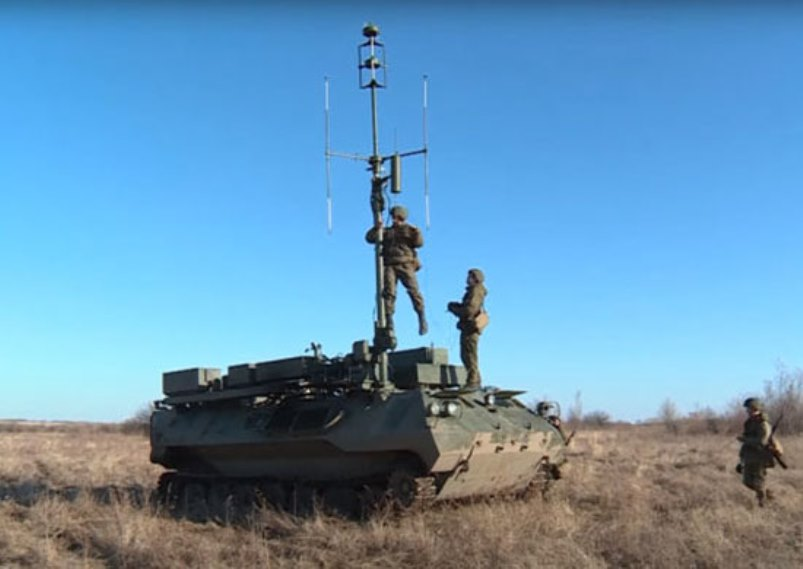
Комплекс радіоелектронної боротьби «Борисоглібськ-2»

Включає в себе пункт управління Р-330КМВ зі станціями перешкод Р-378БМВ, Р-330БМВ, Р-934 БМВ і Р-325УМВ. Головним виконавцем ДКР «Борисоглібська-2», поставленої замовником в 2004 році, є ТНІІР «Ефір», ВАТ "Концерн «Сузір'я» — виконавцем складових частин ДКР з розробки засобів радіорозвідки КХ і УКХ діапазонів і ПУ комплексу.
«Борисоглібськ-2», у порівнянні зі своїм попередником — модернізованим в 2001 році комплексом «Мандат», має кращі технічні характеристики: розширений частотний діапазон засобів радіорозвідки і радіоелектронного придушення, збільшену швидкість сканування частотного діапазону, скорочений час реакції з невідомих частотам, більш високу точність визначення місцезнаходження джерела радіовипромінювання, підвищену пропускну здатність засобів придушення.
Програмне забезпечення (ПЗ) комплексу розроблялося за єдиними вимогами до інтерфейсу автоматизованого робочого місця операторів, що забезпечує зручність робіт посадових осіб при переході з одного об'єкта на інший.
Перші 8 комплексів були поставлені у війська у 2013 р.

### АСП Р-330Ж «Житель» (Росія)

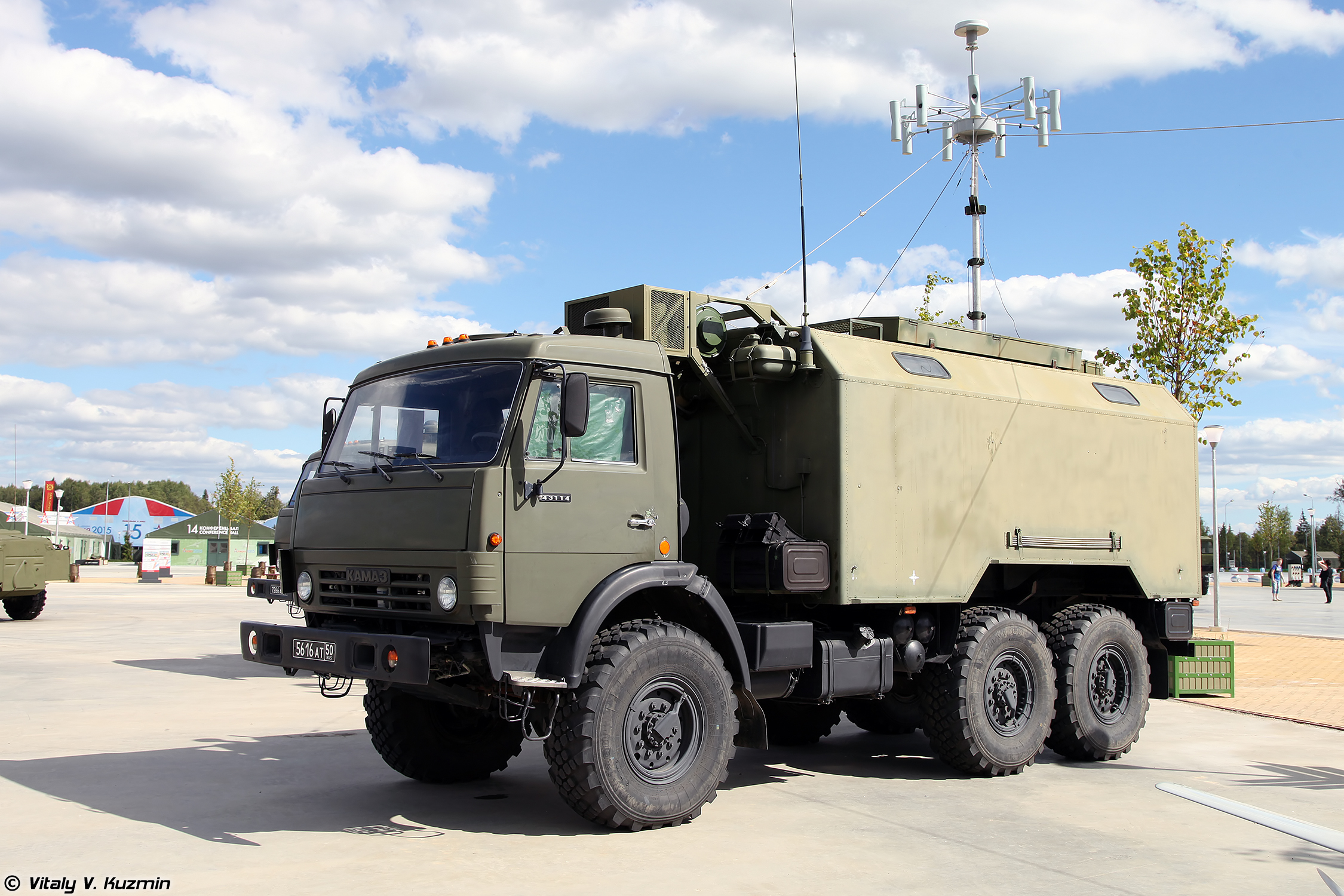
Р-330Ж «Житель» на шасі КамАЗ

Автоматизована станція перешкод (АСП) Р-330Ж «Житель» забезпечує:
- автоматизоване виявлення, пеленгування, та аналіз сигналів джерел радіовипромінювання в робочому діапазоні частот;
- постановку радіоперешкод носимим і мобільним наземним станціям (абонентським терміналам) систем супутникового зв'язку «ІНМАРСАТ» та «Іридіум», навігаційній апаратурі споживачів супутникової навігаційної системи «NAVSTAR» (GPS) і базовим станціям стільникового зв'язку GSM-900/1800;
- автоматизоване ведення телекодового інформаційного обміну з аналогічною супряженою АСП для забезпечення синхронного пеленгування джерел радіовипромінювання з метою розрахунку їхніх координат;
- автоматизоване ведення телекодового інформаційного обміну з керівним пунктом управління з метою отримання завдання на ведення бойової роботи і доповіді результатів роботи;
- автоматичне тестування апаратури і виявлення несправних елементів (складових частин);
- ведення картографічних даних з відображенням інформації про розвідані джерела радіовипромінювання на тлі електронної топографічної карти місцевості або в мережі прямокутних координат.

Способи застосування АСП Р-330Ж:
- автономно
- в супряженій парі з аналогічним виробом в ролі ведучої або ведомої станції
- автономно і в супряженій парі під керуванням пункту управління типу Р-330КМА

АСП Р-330Ж прийнята на озброєння Збройних сил Російської Федерації. За твердженнями виробника, випробувана в бойових умовах (див. також Бойове застосування нижче). На жаль, попри схожі індекси, у відкритих джерелах на сайті виробника системи, ВАТ НВП «ПРОТЕК», не зазначено, на скільки Р-330Ж належить до сімейства станцій РЕБ Р-330.

### Р-330М1П «Діабазол» (Росія)
Автоматизований наземний комплекс перешкод розробив та виробляє Воронезький Науково-впроваджувальне підприємство «ПРОТЕК». Цей комплекс призначений для радіорозвідки і радіоелектронного придушення засобів рухомого УКХ, стільникового, транкінгового і супутникового зв’язку в діапазоні частот від 100 до 2000 МГц.

### «Мандат-М/Б1Е» (Україна)
Модернізація здійснена Державною акціонерною холдинговою компанією «Топаз». Комплексом «Мандат-М», що складається з 10 машин і мають як топоприв'язку систему GPS Navstar або ГЛОНАСС, зацікавилися кілька держав. Модернізований комплекс може забезпечувати впевнене придушення до двох, найсучасніших радіоліній зв'язку (в КВ- і в УКХ-діапазонах).
Згідно з технічним завданням компанії «Топаз» був розроблений повнопривідний броньований автомобіль «Вепр-С» для використання в комплексі радіоелектронного захисту «Мандат-Б1Е».
У червні 2013 року були завершені випробування комплексу «Мандат-Б1Е». Прийняття комплексу на озброєння української армії заплановано на 2013 рік.
Комплекс «Мандат-Б1Е» був прийнятий на озброєння в 2014 році. Це сучасний комплекс радіоелектронної боротьби, призначений для моніторингу радіоелектронної обстановки і постановки радіоперешкод каналам радіозв'язку в діапазоні частот від 1,5 до 1000 МГц.
З огляду на потребу Збройних сил України в засобах радіоелектронної боротьби, НВК «Іскра» освоїла виробництво нового напрямку військової техніки — комплексу РЕБ «Мандат-Б1Е» і станції РЕБ Р-330TRC.
Розробником і першим виробником «Мандат» була донецька компанія ДАХК «Топаз». Оскільки виробничі площі заводу опинилися на тимчасово окупованій території України, «Іскра» взяла на себе зобов'язання з освоєння і відновлення виробництва комплексу. Станом на середину 2017 року «Мандат» — на етапі виготовлення і буде переданий військам згідно плану.

### Р-330УМ «Мандат» (Україна)
Комплекс Р-330УМ при значений для виявлення та радіоподавлення короткохвильових і ультракороткохвильових ліній зв'язку з фіксованими робочими частотами та ліній з програмною перебудовою робочої частоти прицільними за частотою і часом, а також загороджувальними перешкодами.
Відповідно до Державної комплексної програми реформування і розвитку PC України на період до 2017 року, та з метою забезпечення Збройних Сил України сучасною технікою радіоелектронної боротьби після успішних результатів державних випробувань на озброєння армії в 2014 році був прийнятий автоматизований комплекс радіоперешкод Р-330УМ.
В 2015 р. керівництвом КП "НВК «Іскра» спільно з Міністерством Оборони України було прийнято рішення "Про порядок організації виробництва комплексу Р-330УМ на площах КП «НВК „Іскра“»". Це рішення дало старт відновленню виробництва. Одночасно з поновленням виробництва, конструктори НВК «Іскра» провели величезний обсяг конструкторських робіт, пов'язаних з імпортозаміщенням та заміною постачальників складових та комплектуючих.
В жовтні 2017 року прес-служба «Укроборонпрому» повідомила, що науково-виробничий комплекс «Іскра» успішно освоїв виробництво виробів із комплексу перешкод Р-330УМ «Мандат» та відвантажив перші дві станції для виконання завдань за призначенням до Збройних Сил України.
До складу комплексу Р-330УМ входять:
- автоматизована станція радіорозвідки та управління засобами комплексу Р-330РДМ;
- автоматизована станція радіоперешкод короткохвильового радіозв'язку Р-330КВ1М;
- автоматизована станція радіоперешкод ультракороткохвильового радіозв'язку Р-330УВ1М;
- автоматизована станція радіоперешкод ультракороткохвильового радіозв'язку Р-330УВ2М.

У червні 2019 перший серійний зразок станції радіоелектронної боротьби Р-330КВ1М, який був виготовлений ДП "ЦКБ «Протон», успішно пройшов випробування на одному з полігонів на Харківщині.

### «Мандат-М» (Білорусь)
Комплекс «Мандат-М» створено науково-виробничим республіканським підприємством «КБ Радар». Модернізація станцій перешкод полягає в повній заміні всієї радіоелектронної апаратури (за винятком підсилювача потужності), додавання нових засобів зв'язку, поліпшення умов життєзабезпечення. В результат модернізації підвищилися тактико-технічні характеристики комплексу і забезпечується::
- панорамне виявлення і пеленгування на основі цифрової обробки сигналів;
- збір, обробку та зберігання інформації в базах даних комп'ютерів;
- відображення радіоелектронної обстановки на цифровій карті місцевості;
- автоматичне ранжування і розподілення цілей;
- виявлення і радіопридушення ліній зв'язку з швидкою стрибкоподібною зміною частоти.

Пункт управління Р-330К був модернізований за допомогою повної заміни всієї радіоелектронної апаратури за винятком засобів зв'язку та установки нового програмного забезпечення.

## Бойове застосування

### Російсько-українська війна

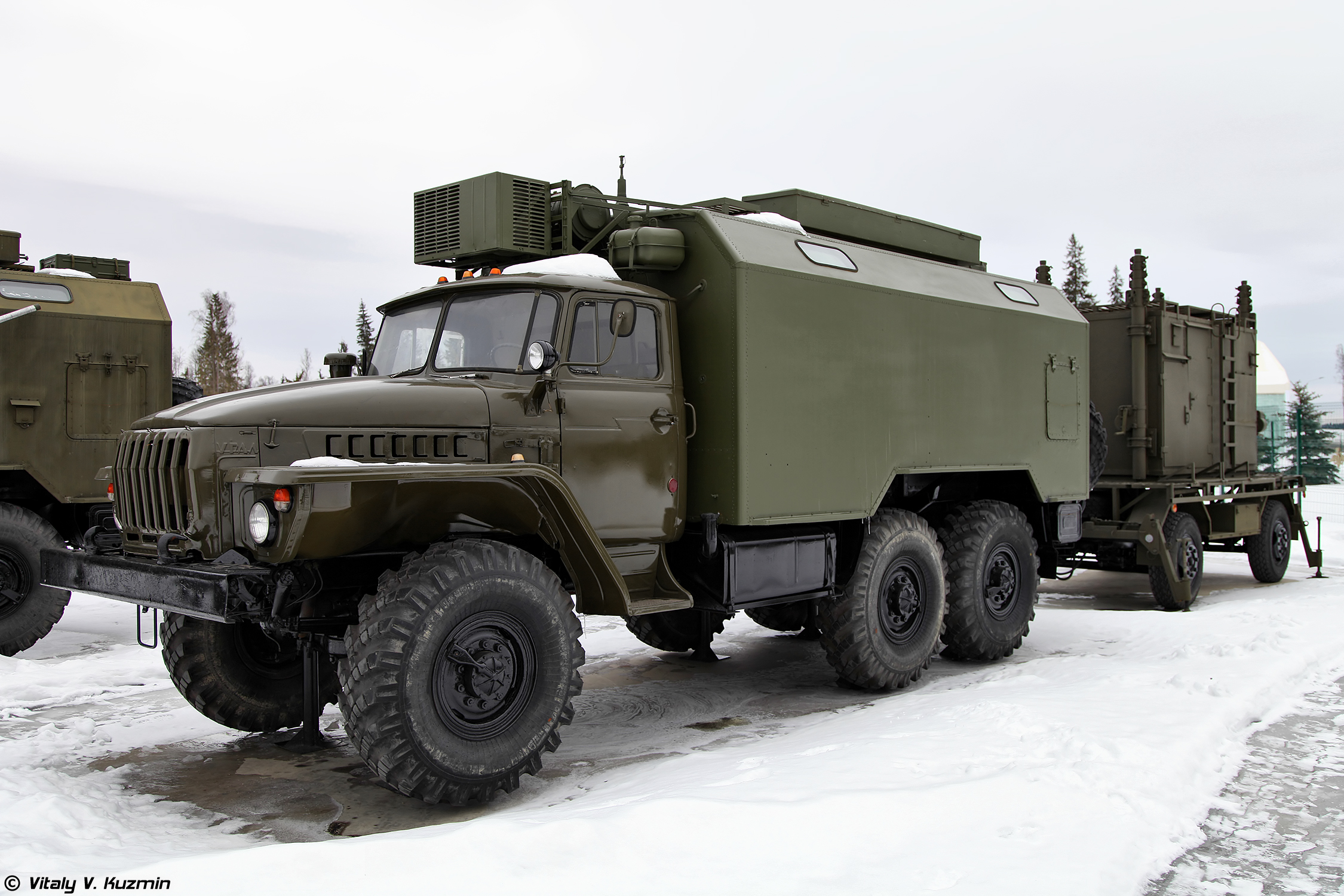
Р-330Ж «Житель» на шасі «Урал» в похідному стані

Станції РЕБ Р-330Ж «Житель» були виявлені на озброєнні російських терористів під час війни на сході України з літа 2014 року. Системи Р-330Ж були також помічені влітку 2015 року.
Також разом з Р-330Ж були помічені, серед іншого, комплекси радіоконтролю, пеленгування, та придушення РП-377ЛА «Лорандит», комплекси радіорозвідки та радіопридушення РБ-531Б «Инфауна».
За даними активістів групи ІнформНапалм комплекси Р-330Ж «Житель» були використані російськими військами під час боїв за Дебальцеве взимку 2015 року. Як встановили активісти ІнформНапалм, станція знаходилась на території пожежної частини № 28 міста Горлівки (48°18′37″ пн. ш. 38°07′08″ сх. д. / 48.3103372° пн. ш. 38.1189859° сх. д.) орієнтовно в період з 24 січня 2015 до 27 лютого 2015 року, якраз у розпал боїв за місто Дебальцеве, яке потрапляє в 25-ти кілометрову зону дії даної АСП.
За інформацією Головного управління розвідки Міністерства оборони України (ГУР МОУ) в квітні 2016 року, під час загострення бойових дій навколо Авдіївки, російські бойовики розгорнули біля Макіївки обладнання для радіоелектронної боротьби: станції РЕБ Р-330Ж «Житель» та комплекс РЕБ «Леєр-3».
У районі Безіменного противник намагався придушувати систему управління сил АТО з використанням комплексу РЕБ «Діабазол».
За повідомленнями українських ЗМІ 31 квітня-1 березня 2016 року українські військові завдали мінометного (82-мм) удару по позиціях російських терористів в районі Ясинуватої. В результаті удару була знищена одна установка Р-330Ж «Житель» та батарея 152-мм гаубиць 2А36 «Гіацинт-Б». Однак, вже в червні 2016 року СММ ОБСЄ заявила про виявлену із допомогою БПЛА станцію Р-330Ж «Житель» неподалік Андріївки, за 15 км на південь від Донецьку.
Російська станція Р-330Ж «Житель» була виявлена спільнотою ІнформНапалм на аерофотознімках в населеному пункті Земляне (Луганська область) в листопаді 2017 року за 7 км від лінії розмежування.